# Mary McLeod Bethune
Mary Jane McLeod Bethune (10 de julio de 1875 - 18 de mayo de 1955) fue una educadora, filántropa, luchadora humanitaria y activista de los derechos humanos americana. Bethune fundó el Consejo Nacional de Mujeres Negras en 1935 y estableció el periódico insignia de la organización, el American Women’s Journal. Presidió y fue líder de infinidad de organizaciones de mujeres afroamericanas incluyendo la Asociación Nacional de Clubes de Mujeres de Color y la National Youth Administration Negro Division. También fue designada como asesora nacional del presidente Franklin D. Roosevelt, con quien trabajó para crear el Federal Council on Colored Affairs, también conocido como el Black Cabinet. Bethune es también conocida por comenzar una escuela privada para estudiantes afroamericanos en Daytona Beach, Florida. Posteriormente continuó desarrollándose con la Universidad Bethune-Cookman. Bethune fue la única mujer afroamericana aparte de la delegación de los Estados Unidos que creó el estatuto de las Naciones Unidas, a la vez que mantuvo una posición de liderazgo para los Servicios Voluntarios para las Mujeres Americanas, fundado por Alice Throkmorton McLean. Durante su vida en participación activista, fue considerada como “la reconocida la Primera Dama de la América Negra”, por la revista Ebony en julio de 1949 y fue conocida por la Prensa Negra Como la Booker T Washington Femenina. Fue conocida como “la Primera Dama del esfuerzo” debido a su compromiso con el fin de mejorar la vida de los afroamericanos.
Nacida en Mayesville, Carolina del sur, hija de padres que habían sido esclavos, comenzó a trabajar en el campo con su familia a la temprana edad de cinco años. Su interés en educarse se manifestó prontamente; con ayuda de sus benefactores, Bethune asistió a la Universidad con el objetivo de ser misionera en África. Creó una escuela privada para chicas afroamericanas en Daytona Beach, Florida. Trabajó después en un instituto privado para chicos afroamericanos conocido como el Colegio Bethune-Cookman. Mcleod Bethune trabajo en mantener un alto nivel educativo y promovió la llegada de turistas para así mostrar que la población negra era igualmente educada y podía conseguir grandes cosas. Fue directora de la institución desde 1923 hasta 1942 y desde 1946 hasta 1947. Fue una de las pocas mujeres en todo el mundo en ocupar un cargo de tal importancia.
Bethune fue también activa en los clubes de mujeres, que eran organizaciones civiles que apoyaban y luchaban por el bienestar y otras necesidades de las mujeres, convirtiéndose en una líder nacional. McLeod Bethune también escribió de manera prolífica, publicando National Notes, desde 1924 hasta 1928, Pittsburgh Courier desde 1937 hasta 1938 y Aframerican Women’s Journal desde 1940 hasta 1949 entre otros. Tras trabajar en la campaña presidencial de Franklin D Roosevelt en 1932, fue invitada como miembro del “Black Cabinet”. Lo aconsejó sobre las preocupaciones de los Afroamericanos y ayudó a transmitir el mensaje de Roosevelt, a la vez que sus logros en esta materia, hacia los votantes negros, que habían sido votantes Republicanos históricamente desde la Guerra Civil. En aquel momento, los negros habían sido privados del voto en el sur del país desde el comienzo del siglo, por lo que ella se dirigió hacia los votantes negros del norte. Tras la muerte de McLeod, el columnista Louis E. Martin dijo “Ella repartió fe y esperanza como si fueran medicinas y ella fuera una especie de doctor”.
Entre los honores que recibió se encuentran la designación de su casa en Daytona Beach como National Historic Landmark, de su casa en Washington D. C. como Lugar Histórico Nacional y la instalación de una estatua en su honor en el Lincoln Park en Washington D. C. Esta estatua en bronce de 5,10 metros, hecha en 1974, “es el primer monumento en honor a una mujer afroamericana en un parque público en Washington D.C.” La asamblea legislativa se Florida la designó en 2018 como el individuo de una de las dos estatuas de Florida en el National Statuary Hall Collection

## Infancia y educación
McLeod nació en 1875 en una pequeña cabaña de madera cerca de Mayesville, Carolina del Sur, en una granja de algodón y arroz en el Condado de Sumter. Sus padres, Sam y Patsy McLeod, tuvieron diecisiete hijos y ella ocupaba el puesto número quince.
Al ser los progenitores esclavos, muchos de sus hermanos se criaron en la esclavitud. Su madre trabajaba para un amo y su padre, en una granja de algodón cerca de una gran casa a la que llamaban “The Homestead”
Sus padres querían ser libres, así que se sacrificaron y compraron una granja para la familia. Cuando Mary era pequeña, acompañaba a su madre a entregar la colada de “las personas blancas”. Un día cogió un libro y, al abrirlo, un niño blanco se lo arrebató, reprochado que no sabía leer y en ese momento, Mary descubrió que la única diferencia entre los blancos y negros era la capacidad de leer y escribir. Esto le motivó a aprender.
McLeod iba a una escuela para negros en Mayesville en la que solo había un aula, esta escuela se llamaba Trinity Mission School, que estaba dirigida por la Junta Presbiteriana de Misiones de Liberados. Ella fue la única de su familia que fue al colegio y cuando llegaba a casa les daba las lecciones a los demás. Para ir al colegio, Mary andaba casi ocho kilómetros. Su profesora Emma Jane Wilson se convirtió en un pilar fundamental de su vida.
Wilson asistió al Scotia Seminary (actual Barber-Scotia College). Le consiguió a McLeod una beca para ir a la misma escuela, desde 1888 a 1893. Al año siguiente, fue al Instituto de Dwight L. Moody en Chicago (actualmente el Instituto Bíblico Moody), con la esperanza de convertirse en misionera en África. Cuando le dijeron que no se necesitaban misioneros negros, pensó en dar clases, ya que la educación era un objetivo primordial entre los afroamericanos.

## Matrimonio y familia
McLeod se casó con Albertus Bethune en 1898. Se mudaron a Savannah, Georgia, donde hizo trabajo social hasta que se mudaron a Florida. Tuvieron un hijo llamado Albert. Coyden Harold Uggams, un ministro presbiteriano que estaba de visita, convenció a la pareja para que se trasladara a Palatka, Florida, para dirigir una escuela misionera. Así que en 1899 se trasladaron. Mary dirigió la escuela y comenzó a trabajar en la escuela y comenzó a trabajar con presos. Albertus abandonó a su familia en 1907; nunca llegó a divorciarse pero se trasladó a Carolina del sur, posteriormente, en 1918 murió de tuberculosis.[cita requerida]

## Carrera docente

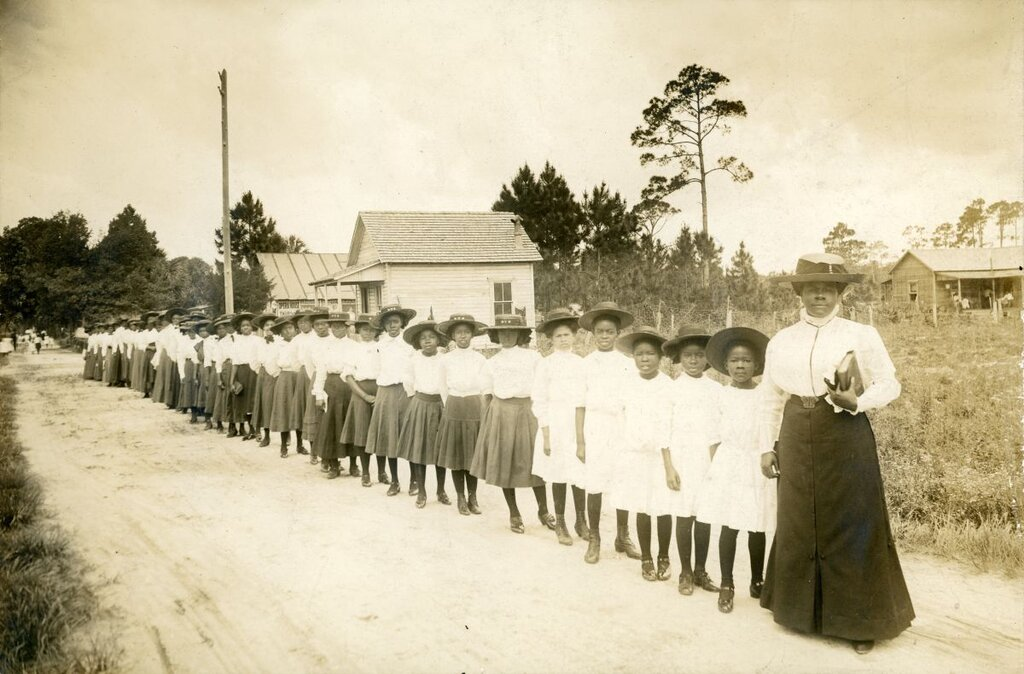
Mary McLeod Bethune con niñas de la Escuela de Formación Literaria e Industrial para Niñas Negras en Daytona, alrededor de 1905

### Fundación con Lucy Craft Laney
Bethune trabajó como profesora poco tiempo después de salir del colegio de Sumter County. En 1896, comenzó a enseñar en el Haines Normal and Industrial Institute en Augusta, Georgia, que formaba parte de una misión Presbiteriana organizada por congregaciones del norte. Fue creada y llevada a cabo por Lucy Craft Laney. Como hija de esclavos también, Laney dirigió su escuela con un fervor misionero cristiano, haciendo hincapié en el carácter y la educación de las niñas. Ella también aceptó a los chicos que tenían ganas de aprender. La misión de Laney era impregnar de educación moral cristiana a sus alumnos para armarlos ante los retos de la vida. De su año en la escuela de Laney, Bethune sacó la siguiente conclusión:
Me impresionó mucho su intrepidez, su increíble tacto en todos los aspectos, una energía que parecía inagotable y su increíble poder para imponer el respeto y la admiración de sus alumnos y de todos los que la conocían. Manejaba sus dominios con el arte de una maestra. 
Bethune adoptó muchas filosofías de la educación de Laney, incluyendo su énfasis en la educación de niñas y mujeres para mejorar las condiciones de la gente negra: “Creo que la mayor esperanza para el desarrollo de mi raza radica en la formación exhaustiva y práctica de nuestras mujeres” (Esta es una estrategia que siguen los organizadores de numerosos países en desarrollo. Educar a las mujeres mejora la vida de las familias en su conjunto). Tras un año en Haines, Bethune fue trasladada por la misión presbiteriana al Instituto Kindell de Sumter, Carolina del Sur, donde había conocido a su actual marido.

### Colegio en Daytona
Tras su matrimonio y su traslado a Florida, Bethune se empeñó en fundar una escuela para niñas. Bethune se trasladó de Palatka a Daytona porque tenía más oportunidades económicas; se había convertido en un popular destino turístico y los negocios prosperaron. En octubre de 1904, alquiló una pequeña casa por 11 dólares al mes. Hizo bancos y escritorios con cajas desechadas y consiguió otros artículos a través de la caridad. Bethune utilizó 1,50 dólares para poner en marcha la Escuela de Entrenamiento Literario e Industrial para Niñas Negras. La escuela lindaba con el vertedero de Daytona. Junto con los padres de las alumnas y la iglesia, recaudaron dinero haciendo pasteles de boniato, helados y pescado frito y vendiéndolo a las cuadrillas del vertedero.
Los primeros días, las estudiantes hicieron tinta para sus plumas con caldo de saúco y lápices con madera quemada; pedían muebles a los negocios locales. Bethune escribió más tarde :
“Consideraba el dinero como mi menor recurso, tenía fe en un Dios misericordioso, fe en mí misma y en el deseo de servir”. La escuela recibió donaciones de dinero, equipo y mano de obra de las iglesias negras locales. En un año, Bethune enseñaba a más de 30 en la escuela.
Bethune también cortejó a las organizaciones de blancos ricas, como el Palmetto Club de señoras. Invitó a hombres blancos influyentes a formar parte del consejo de administración de su escuela, consiguiendo la participación de James Gamble (de Procter & Gamble) y Thomas H. White (de White Sewing Machines). Cuando Booker T. Washington, del Instituto Tuskegee, la visitó en 1912, le aconsejó sobre la importancia de conseguir el apoyo de los benefactores blancos para la financiación. Bethune se había reunido con Washington en 1896 y quedó impresionada por su influencia con sus donantes.
El riguroso plan de estudios hacía que las niñas se levantaran a las 5:30 de la mañana para estudiar la Biblia. Las clases de economía doméstica y de habilidades industriales, como la confección, la sombrerería, la cocina y otros oficios, hacían hincapié en una vida de autosuficiencia para ellas como mujeres. La jornada de las alumnas terminaba a las 9 de la noche. Pronto Bethune añadió cursos de ciencias y negocios, y luego matemáticas, inglés e idiomas extranjeros de nivel de escuela secundaria. Bethune siempre buscaba donaciones para mantener su escuela en funcionamiento, mientras viajaba, recaudaba fondos. Una donación de 62.000 dólares de John D. Rockefeller le ayudó, al igual que su amistad con Franklin D.Roosevelt y su esposa, que le dieron acceso a una red progresista.
En 1931, la Iglesia Metodista ayudó a la fusión de su escuela con el Instituto Cookman de varones, formando el Bethune-Cookman College, un colegio universitario mixto. Bethune se convirtió en presidenta. Durante la Gran Depresión, el colegio Bethune-Cookman siguió funcionando y cumplió con los estándares educativos del Estado de Florida. A lo largo de la década de 1930, Bethune y el defensor de los derechos civiles Blake R. Van Leer trabajaron con otras instituciones de Florida para presionar por la financiación federal.
De 1936 a 1942, Bethune tuvo que reducir su tiempo como presidenta debido a sus obligaciones en Washington D. C.. La financiación disminuyó durante este periodo de ausencia. Sin embargo, en 1941, la universidad había desarrollado un plan de estudios de cuatro años y había alcanzado el estatus de universidad de pleno derecho[25] En 1942, Bethune renunció a la presidencia, ya que su salud se veía afectada por sus numerosas responsabilidades. El 19 de septiembre de 1942, pronunció el discurso en la ceremonia de botadura del barco Liberty Booker T. Washington en Los Ángeles, California, ceremonia en la que Marian Anderson bautizó el barco.
Tras hacer accesible al público la biblioteca de la escuela, se convirtió en la primera biblioteca gratuita de Florida accesible a los floridanos negros.

## Impacto en la comunidad de Daytona Beach

### Hospital McLeod
A principios del siglo XX, Daytona Beach, Florida, carecía de un hospital que ayudara a la gente de color. Bethune tuvo la idea de fundar un hospital tras un incidente con una de sus estudiantes. Fue llamada a la cabecera de una joven estudiante que cayó enferma de apendicitis. Estaba claro que la estudiante necesitaba atención médica inmediata. Sin embargo, no había ningún hospital local al que llevarla que atendiera a personas negras. Bethune exigió que el médico blanco del hospital local ayudara a la chica. Cuando Bethune fue a visitar a su alumna, le pidieron que entrara por la puerta trasera. En el hospital, descubrió que su alumna había sido descuidada, mal atendida y segregada en un porche exterior.
A partir de esta experiencia, Bethune decidió que la comunidad negra de Daytona necesitaba un hospital. Encontró una cabaña cerca de la escuela y, gracias a los patrocinadores que la ayudaron a recaudar dinero, la compró por cinco mil dólares. En 1911, Bethune abrió el primer hospital para negros en Daytona, Florida. Comenzó con dos camas y, en pocos años, contaba con veinte. En el hospital trabajaban tanto médicos blancos como negros, junto con los estudiantes de enfermería de Bethune. Este hospital salvó muchas vidas de negros en los veinte años que funcionó.
Durante ese tiempo, tanto los blancos como los negros de la comunidad confiaron en la ayuda del hospital McLeod. Tras una explosión en una obra cercana, el hospital acogió a trabajadores negros heridos. El hospital y sus enfermeras también fueron elogiados por sus esfuerzos en el brote de gripe de 1918. Durante este brote, el hospital estaba lleno y tuvo que desbordar el auditorio de la escuela En 1931, el hospital público de Daytona, Halifax, aceptó abrir un hospital separado para la gente de color. La población negra no se integraría plenamente en la sede principal del hospital público hasta la década de 1960.

## Carrera como líder público

### Activismo Sufragista
Tras la aprobación de la Decimonovena Enmienda, que permitía el sufragio femenino, Bethune continuó con sus esfuerzos para ayudar a los negros a conseguir acceso a las votaciones. Pidió donaciones para ayudar a los votantes negros a pagar los impuestos de las elecciones, repartió enseñanzas sobre el registro para el voto en el Daytona Normal and Industrial Institute. Además, también planeó marchas masivas de votantes.

### Asociación Nacional de Mujeres de Color
En 1896, la Asociación Nacional de Mujeres de Color (NACW) se formó con el fin de fomentar las necesidades de las mujeres negras. Bethune sirvió como presidenta de la sección de Florida de la NACW desde 1917 hasta 1925. Trabajó para registrar a los votantes negros, algo que había sido restringido por la sociedad blanca y hecho casi imposible a causa de varios obstáculos en las leyes de florida, controladas por administradores blancos. Bethune McLeod fue amenazada por miembros de la organización del Ku Klux Klan. Bethune también trabajó como presidenta de la Federación de Clubes de Mujeres de Color del Sureste desde 1920 hasta 1925, organización que trabajaba para mejorar las oportunidades de las mujeres negras.
Fue elegida presidenta nacional de la NACW en 1924. Cuando la organización comenzó a tener problemas para costearse las operaciones regulares, Bethune ideó la adquisición de una sede y la contratación de un secretario ejecutivo profesional; implementó este aspecto cuando la NACW compró una propiedad en Vermont Avenue, de Washington D.C en 1318. Bethune lideró esta sede para ser la primera sede controlada por una organización negra en la capital estadounidense.
Consiguiendo reputación nacional, en 1928, Bethune fue invitada a la Child Welfare Conference, organizada por el presidente Republicano Calvin Coolidge. En 1930 el presidente Hebert Hoover la citó para la Conference on Children Health en la casa blanca.

### Asociación de clubes de Mujeres de Color del Sureste.
La Federación de Clubs de Mujeres de Color (posteriormente renombrada como la Asociación de Clubes de Mujeres de Color) eligió a Bethune presidenta tras su primera conferencia en 1920 en el Tuskegee Institute. Tenían por objetivo buscar apoyo en las mujeres del sureste (sobre todo a las mujeres blancas) para conseguir los derechos de las mujeres negras. Se reunieron en Memphis, Tennessee, para hablar sobre los problemas interraciales.
En la mayoría de los casos, todas las mujeres se pusieron de acuerdo sobre todo aquello que tenían que cambiar, excepto en el tema del sufragio. Las mujeres blancas presentes en la conferencia intentaron derribar el propósito del sufragio para las mujeres negras. La SACWC respondió mediante la publicación de un folleto titulado Southern Negro Women(Mujeres negras Sureñas) y Race Co-Operation; este folleto explicaba todas las demandas relacionadas con el derecho a las condiciones del servicio doméstico, al bienestar de los niños, a las condiciones para los viajes, a la educación, a la prensa y al voto.
El grupo continuo con la ayuda para el registro de votantes negras hasta unos meses después de conseguir la enmienda constitucional para el derecho a sufragio legal para estas. Dentro del estado, sin embargo, y al igual que en otros estados sureños, los hombres y mujeres negros continuaron sufriendo impedimentos al voto mediante la aplicación discriminatoria de test de literatura y comprensión, junto con impuestos al voto, requerimientos de residencia duradera y la exigencia de demostración de documentos.

### Consejo Nacional de Mujeres Negras
En 1935, McLeod Bethune fundó el Consejo Nacional de Mujeres Negras (NCNW) en Nueva York, asociando a representantes de 28 organizaciones para trabajar con el objetivo de mejorar las vidas de las mujeres negras y su comunidad. Bethune declaró en el consejo:
“Es nuestro deber hacer una contribución duradera a todo lo que es lo mejor y de mayor calidad en América, el mantener y enriquecer la herencia de la libertad y el progreso mediante el trabajo en la integración de todas las personas sin importar su raza, credo u origen nacional, hacia su vida espiritual, social, cultural, cívica y económica, a la vez que ayudar a lograr el glorioso destino de una democracia libre y verdadera.
En 1938, el Consejo Nacional de Mujeres Negras organizó en la casa blanca la Conferencia sobre Mujeres Negras y Niños, demostrando la importancia de las mujeres negros en los roles de la democracia. Durante la Segunda Guerra Mundial, el Consejo Nacional de Mujeres Negras ganó la aprobación para que las mujeres negras pudieran ejercer el puesto de oficiales en los Cuerpos Armados de las Mujeres. Bethune también trabajó como candidata política y Asistente Especial del Secretario de Guerra durante el periodo bélico.
En los años 90, la sede del Consejo Nacional de Mujeres Negras se trasladó a Pennsylvania Avenue, situada entre la casa blanca y el capitolio de EE. UU. La antigua sede, donde Bethune vivió durante un tiempo, han sido designados como Lugar Histórico Nacional.

### Administración Nacional de la Juventud
Administración Nacional de la Juventud (NYA) fue una agencia federal creada bajo la Administración de Progreso de Obras (WPA) de Roosevelt. Proporcionaba programas específicamente para promover el alivio y el empleo de los jóvenes. Se centraba en los ciudadanos desempleados de entre dieciséis y veinticinco años que no estuvieran escolarizados. Bethune presionó a la organización de forma tan agresiva y eficaz para que se involucrara a las minorías que en 1936 consiguió un puesto de personal a tiempo completo como asistente.
En dos años, Bethune fue nombrada directora de la División de Asuntos de los Negros, y se convirtió en la primera mujer afroamericana en dirigir la división. Fue la única agente negra de la NYA que ejerció de gestora financiera. Se encargó de que las universidades negras participaran en el Programa de Formación de Pilotos Civiles, que graduó a algunos de los primeros pilotos negros. El director de la NYA dijo en 1939 "Nadie puede hacer lo que la señora Bethune".

La determinación de Bethune ayudó a los funcionarios nacionales a reconocer la necesidad de mejorar el empleo de los jóvenes negros. El informe final de la NYA, publicado en 1943, afirmaba 
más de 300.000 jóvenes negros recibieron empleo y formación laboral en los proyectos de la NYA. Estos proyectos abrieron a estos jóvenes oportunidades de formación y permitieron a la mayoría de ellos acceder a puestos de trabajo que hasta entonces les estaban vedados.
Dentro de la administración, Bethune abogó por el nombramiento de funcionarios negros de la NYA en puestos de poder político. Los asistentes administrativos de Bethune sirvieron de enlace entre la División Nacional de Asuntos de los Negros y las agencias de la NYA a nivel estatal y local. El elevado número de asistentes administrativos componía una fuerza de trabajo comandada por Bethune. Ayudaron a conseguir mejores oportunidades laborales y salariales para los negros de todo el país.
Durante su mandato, Bethune también presionó a los funcionarios federales para que aprobaran un programa de educación del consumidor para los negros y una fundación para los niños negros discapacitados. Planificó estudios para los consejos de educación de los trabajadores negros. Los funcionarios nacionales no los apoyaron debido a una financiación inadecuada y al temor de duplicar el trabajo de las agencias privadas no gubernamentales. La NYA finalizó en 1943.

### Gabinete negro
Bethune se convirtió en una amiga cercana y leal de Eleanor y Franklin Roosevelt. En la Conferencia del Sur sobre Bienestar Humano de 1938, celebrada en Birmingham, Alabama, Eleanor Roosevelt solicitó un asiento junto a Bethune a pesar de las leyes estatales de segregación. Roosevelt se refería con frecuencia a Bethune como "su amiga más cercana en su grupo de edad". Bethune informó a los votantes negros sobre el trabajo realizado en su favor por la Administración Roosevelt y dio a conocer sus preocupaciones a los Roosevelt. Tenía un acceso sin precedentes a la Casa Blanca gracias a su relación con la primera dama.
Utilizó su acceso para formar una coalición de líderes de organizaciones negras llamada Consejo Federal de Asuntos Negros, pero que llegó a conocerse como el Gabinete Negro. Este consejo asesoraba a la administración Roosevelt sobre los problemas a los que se enfrentaba la población negra en Estados Unidos. Estaba compuesto por numerosos negros de talento, en su mayoría hombres, que habían sido nombrados para ocupar puestos en agencias federales. Se trataba del primer colectivo de personas negras que trabajaban en puestos de alto nivel en el gobierno. 
Sugirió a los votantes que la administración de Roosevelt se preocupaba por las preocupaciones de los negros. El grupo se reunía en el despacho o en el apartamento de Bethune y se reunía de manera informal, sin levantar acta. Aunque como asesores no creaban directamente políticas públicas, eran un liderazgo respetado entre los votantes negros. Influyeron en los nombramientos políticos y en el desembolso de fondos para las organizaciones que beneficiaban a la población negra.

### Derechos civiles
En 1931, la Iglesia Metodista apoyó la fusión de la Escuela Normal e Industrial de Daytona y el Cookman College for Men en el Bethune-Cookman College, establecido primero como colegio menor. Bethune se convirtió en miembro de la iglesia, pero estaba segregada en el Sur. En la denominación metodista funcionaban esencialmente dos organizaciones. Bethune ocupaba un lugar destacado en la Conferencia de Florida, mayoritariamente negra. Mientras trabajaba por la integración de la Iglesia Metodista Episcopal, mayoritariamente blanca, protestó contra sus planes iniciales de integración porque proponían jurisdicciones separadas en función de la raza. 

Bethune trabajó para educar tanto a los blancos como a los negros sobre los logros y las necesidades de la población negra, escribiendo en 1938 
“Si nuestro pueblo ha de luchar para salir de la esclavitud, debemos armarlo con la espada, el escudo y el escudo del orgullo: creer en sí mismo y en sus posibilidades, basándonos en un conocimiento seguro de los logros del pasado". 
Un año después, escribió:
No sólo el niño negro, sino los niños de todas las razas deben leer y conocer los logros, las realizaciones y las hazañas del negro. La paz y la fraternidad mundiales se basan en un entendimiento común de las contribuciones y culturas de todas las razas y credos. 
Los domingos abría su escuela a los turistas en Daytona Beach, mostrando los logros de sus alumnos, recibiendo a oradores nacionales sobre temas negros y aceptando donaciones. Se aseguró de que estas reuniones comunitarias estuvieran integradas. Un adolescente negro de Daytona de la época recordó más tarde: "Asistían muchos turistas, que se sentaban donde había asientos vacíos. No había una sección especial para los blancos". 

Cuando el Tribunal Supremo de EE. UU. dictaminó en el caso Brown v. Board of Education (1954) que la segregación de las escuelas públicas era inconstitucional, Bethune defendió la decisión escribiendo en el Chicago Defender de ese año 
“No puede haber una democracia dividida, ni un gobierno de clases, ni un condado medio libre, según la Constitución. Por lo tanto, no puede haber discriminación, ni segregación, ni separación de algunos ciudadanos de los derechos que pertenecen a todos. ... Estamos en camino. Pero son fronteras que debemos conquistar. ... Debemos conseguir la plena igualdad en la educación... en el derecho de voto... en las oportunidades económicas, y la plena igualdad en la abundancia de la vida". 
Bethune organizó las primeras escuelas de candidatos a oficiales para mujeres negras. Presionó a los funcionarios federales, incluido Roosevelt, en nombre de las mujeres afroamericanas que querían alistarse en el ejército.

### United Negro College Fund
Fue cofundadora del United Negro College Fund (UNCF) el 25 de abril de 1944, con William J. Trent y Frederick D. Patterson. La UNCF es un programa que otorga diferentes becas, tutorías y oportunidades de trabajo a estudiantes afroamericanos y de minorías que asisten a cualquiera de las 37 universidades históricamente negras. Trent se unió a Patterson y Bethune para recaudar fondos para la UNCF. La organización comenzó en 1944 y, en 1964, Trent había recaudado más de 50 millones.

## Muerte y Galardones

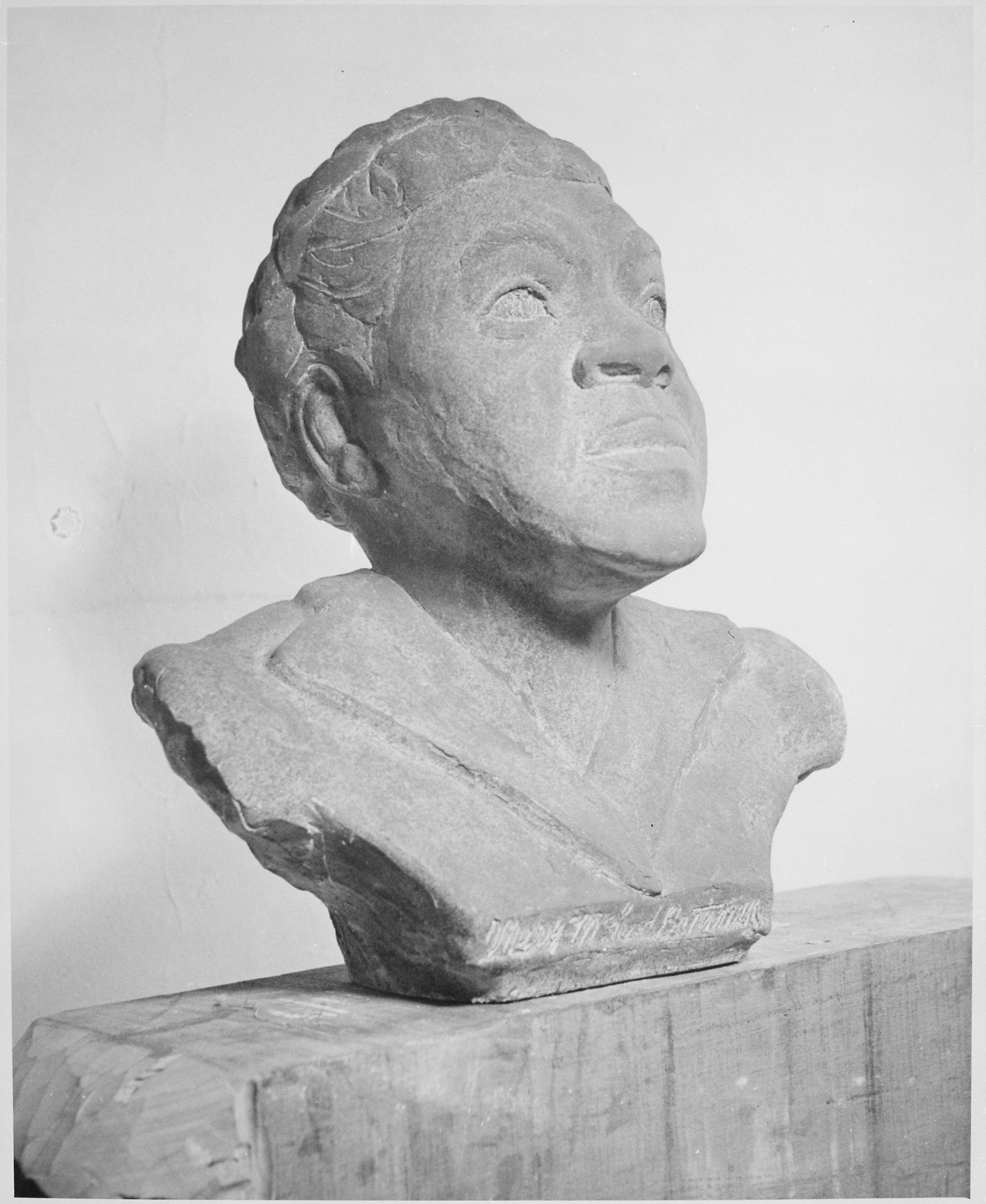
Busto de Mary McLeod Bethune

El 18 de mayo de 1955, Mary Jane McLeod Bethune murió de un ataque al corazón. A su muerte le siguieron numerosos tributos en las editoriales de periódicos afroamericanos de todo el país. El diario Black Dispatch, de la ciudad de Oklahoma, declaró que ella fue “El ejemplo numero 1 para todos aquellos que tenían fe en América y en el proceso democrático”. El diario Atlanta Daily World dijo que su vida fue “Una de las carreras más dramáticas jamás vistas desde el comienzo de la actividad humana”. Además, el Pittsburgh Courier escribió, “Ella sería una increíble personalidad en cualquier nación debido a que su habilidad de liderazgo era su alma indomable”.
La prensa común también la recordó. El Christian Century dijo que “la historia de su vida debería ser enseñada en todos los colegios de las generaciones venideras”. El New York Times reflejó “uno de los factores más potentes del crecimiento de la benevolencia interracial en América”. El Washington Post publicó: “Su dinamismo y su fuerza era tan grande que era casi imposible pararla… No solo su gente, sino toda America ha sido enriquecida por su valentía, espíritu vivaz". El diario de su pueblo natal, el Daytona Beach Evening News declaró: “Para algunos, ella parecía irreal, algo que no podía ser… ¿Qué derecho tenía ella a la grandeza? La enseñanza de la vida de la señora Bethune es que la genialidad no conoce barreras raciales".

## Vida personal
Bethune fue descrita como de tez "de ébano". Llevaba un bastón, no para apoyarse, sino para causar efecto. Decía que le daba "prestancia". Era abstemia y predicaba la templanza para los afroamericanos, aprovechando las oportunidades para reprender a los negros borrachos que encontraba en públic. Bethune dijo más de una vez que la escuela y los estudiantes de Daytona eran su primera familia y que su hijo y su familia extensa eran lo segundo. Sus alumnos la llamaban a menudo "Mamá Bethune".
Se caracterizaba por alcanzar sus objetivos. El Dr. Robert Weaver, que también formó parte del Gabinete Negro de Roosevelt, dijo de ella: "Tenía el don más maravilloso de lograr la impotencia femenina para alcanzar sus objetivos con implacabilidad masculina". Cuando un residente blanco de Daytona amenazó a los estudiantes de Bethune con un rifle, Bethune se esforzó por convertirlo en un aliado. El director del Hospital McLeod recordaba: "La Sra. Bethune lo trató con cortesía y desarrolló en él tal buena voluntad que lo encontramos protegiendo a los niños y llegando a decir: 'Si alguien molesta a la vieja Mary, la protegeré con mi vida”.
La autosuficiencia fue una gran prioridad a lo largo de su vida. Bethune invirtió en varios negocios, como el Pittsburgh Courier, un periódico negro, y muchas compañías de seguros de vida. Fundó Central Life Insurance of Florida. Finalmente se retiró en Florida. Debido a la segregación estatal, a los negros no se les permitía visitar la playa. Bethune y otros empresarios invirtieron en Paradise Beach: compraron un tramo de 3,2 km de playa y las propiedades circundantes, y las vendieron a familias negras. Permitieron que las familias blancas visitaran el paseo marítimo. Más tarde, Paradise Beach pasó a llamarse Bethune-Volusia Beach en su honor. También era propietaria de una cuarta parte del motel Welricha de Daytona.

## Legado y Honores
En 1930, la periodista Ida Tarbell incluyó a McLeod Bethune en su top 10 de mujeres más importantes de América. Bethune recibió la Medalla Spingarn en 1935 por la NAACP.
En los años 40, Bethune usó su influencia y amistad con Eleanor Roosevelt para conseguir autobuses de lujo para la Eddie Durham’s All-Star Girls Orchestra, una banda de swing conformada por mujeres afroamericanas.
Bethune fue la única mujer negra en la fundación de las Naciones Unidas en San Francisco en 1945, representando la NAACP con W.E.B. Du Bois y Walter White. En 1949 se convirtió en la primera mujer en recibir el National Order of Honour and Merit, el premio más destacado del país de Haití. Bethune trabajó como emisario de los Estados Unidos en el ingreso del Presidente William V.S. Tubman en Liberia en 1949.
También trabajó como consejera de 5 presidentes de los Estados Unidos. Calvin Coolidge y Franklin D. Roosevelt la designaron a numerosos cargos en el gobierno, entre los cuales se incluían: Consejero Especial en Temas de Minorías, directora de la División de Asuntos Negros de la Administración Nacional de la Juventud, además de otorgarle un asiento en El Consejo Federal de Asuntos Negros. Entre sus honores, Bethune fue directora asistente de los Cuerpos Armados de las Mujeres. También fue miembro Honoraria de la hermandad Delta Sigma Theta.
En 1973, Bethune fue incluida en el National Women’s Hall of Fame. El 10 de julio de 1974, en el aniversario de su 99.º cumpleaños, se erigió el Memorial Mary McLeod Bethune, hecho por el artista Robert Berks, en el Parque Lincoln de Washington D.C. Este fue el primer monumento en honor a un afroamericano o una mujer, instalado en un parque público del distrito de Columbia.

Unas 18000 personas asistieron a la ceremonia de inauguración, aunque una estimación afirma que fueron 250000, incluyendo a Shirley Chisholm, la primera mujer afroamericana elegida para el congreso. Los fondos para construir el monumento fueron recaudados por el Consejo Nacional de Mujeres Negras. La inscripción del pedestal dice: “dejad que sus obras le alaben” (un proverbio bíblico), mientras que un lado está grabado con un pasaje de su “Ultimo deseo y testamento”.
Os dejo para que améis. Os dejo para que tengáis esperanza. Os dejo el reto de desarrollar una confianza mutua. Os dejo la sed de educación. Os dejo el respeto por el uso del poder. Os dejo vuestra fe. Os dejo vuestra dignidad de raza. Os dejo el deseo de vivir armoniosamente con vuestros prójimos. Os dejo en responsabilidad a nuestra gente joven.
En 1985, el Servicio Postal de los Estados Unidos creó un sello en honor a McLeod Bethune.
En 1989, Ebony Magazine la incluyó en la lista de las “50 figuras mas importantes de la Historia Negra de los Estados Unidos”. En 1999, Ebony la incluyó entre las “100 Mujeres Negras más fascinantes del siglo XX. En 1991, el International Astronomical Union llamó a un cráter de Venus con su nombre.
En 1994, el National Park Service adquirió su última residencia, el NACW Council House en el 1318 de Vermont Avenue. La antigua sede fue designada como Sitio Histórico Nacional de Mary McLeod Bethune.
Muchos colegios han sido nombrados en su honor en Los Ángeles, Chicago, San Diego, Dallas, Phoenix, Palm Beach, Florida, Moreno Valley, California, Minneapolis, Ft. Lauderdale, Atlanta, Filadelfia, Georgia, Nueva Orleans, Rochester, Nueva York, Cleveland, Boston, Virginia, Jacksonville, Florida y Milwaukee.
En 2002, la académica Molefi Kete Asante incluyó a Bethune en la lista de los 100 Afroamericanos más Grandes
En 2004, la Universidad Bethune-Cookman celebraba el centenario de su fundación como escuela primaria. La antigua segunda avenida en un lado de la universidad fue renombrada como El Boulevard de Mary McLeod Bethune. La página web de la universidad dice “el punto de vista de la fundadora de la universidad sigue igual cien años después. La institución prevalece de manera que otros puedan mejorar sus mentes, sus corazones y sus manos”. La vicepresidenta de la universidad remarcó su legado: “Durante la vida de la señora Bethune, esta fue el único lugar en la ciudad de Daytona Beach donde los blancos y los negros podían sentarse en la misma habitación y disfrutar lo que ella llamaba “las joyas de los estudiantes”—sus canciones. Ella era una persona capaz de juntar a gente blanca y gente negra.
Un marcador histórico en Mayesville, Condado de Sumty, Carolina del Sur, conmemora su lugar de nacimiento.
La asamblea legislativa de Florida la designó en 2018 como sujeto de una de las dos estatuas de Florida en el National Statuary Hall Collection, reemplazando al General Confederado Edmund Kirby Smith.
El Programa Escolar Mary McLeod Bethune es nombrado en su honor por los estudiantes de Florida intentando asistir a colegios y universidades históricamente negros dentro del estado.
Una estatua de Bethune en la ciudad de Jersey, en Nueva Jersey, le fue dedicada en 2021 en un parque que cruza la calle donde se encuentra el Centro de la Vida de Mary McLeod Bethune.

### Escuelas llamadas como Mary McLeod Bethune
California
- Dr. Mary McLeod Bethune Middle School, Los Angeles, California
- Mary McLeod Bethune Elementary School Moreno Valley, California

Florida
- Bethune Academy, formally known as Bethune Elementary – Haines City, Florida
- Bethune-Cookman University, Daytona Beach, Florida
- Mary M. Bethune Elementary School, Hollywood, Florida
- Dr. Mary McLeod Bethune Elementary School, Riviera Beach, Florida

Georgia
- Mary McLeod Bethune Middle School, Decatur, Georgia

Luisiana
- Mary McLeod Bethune Elementary School, Nueva Orleans, Luisiana
- Mary M. Bethune High School, Norco, Luisiana

Míchigan
- Mary McLeod Bethune Elementary-Middle School, Detroit, Míchigan

Minnesota
- Mary McLeod Bethune Community School Minneapolis, Minnesota

Misuri
- Mary Bethune School for Black Children Weston, Misuri

Misisippi
- Mary Bethune Alternative School [Hattiesburg, Misisipi]

Nueva York
- Mary McLeod Bethune School n.º 45 Rochester, Nueva York

Ohio
- Mary McLeod Bethune K-8 Cleveland, Ohio

Pensilvania
- Mary McLeod Bethune School Filadelfia, Pensilvania

South Carolina
- Bethune Bowman Middle High School Rowesville, South Carolina

Texas
- Bethune Academy (now merged with Anderson Academy), Houston, Texas
- Mary McLeod Bethune Elementary School Dallas, Texas